# Treflys
Treflys est une communauté du Powys, au pays de Galles.

## Géographie
La communauté de Treflys est située dans le sud-ouest du Powys, dans le comté historique du Brecknockshire, à une quinzaine de kilomètres à l'ouest de la ville de Builth Wells. Elle comprend les villages et hameaux de Beulah (en), Llanfechan (en) et Garth (en). Tous trois sont traversés par la route A483 (en), un axe routier important du pays de Galles qui relie Swansea à Chester.

## Histoire
Au Moyen Âge, Treflys est l'un des quatre cymydau (subdivisions) du cantref de Buellt.

## Politique
Pour les élections au conseil de comté du Powys (en), Treflys est rattaché au ward de Llanwrtyd Wells (en).

## Démographie
Au recensement de 2011, la communauté de Treflys comptait 484 habitants.

## Culture locale et patrimoine
La communauté de Treflys comprend 18 monuments classés. Ils sont tous de grade II, le degré de protection le plus bas, à l'exception d'Eglwys Oen Duw, une église construite entre 1865 et 1866 par l'architecte londonien John Norton (en). Située à quelques centaines de mètres au nord-ouest de Beulah, près de la route d'Abergwesyn (en), elle constitue depuis 2000 un monument classé de grade II*.